# Base navale di Yokosuka
La base navale di Yokosuka (United States Fleet Activities Yokosuka) è una base navale situata in Giappone nei pressi di Yokosuka, circa 65 km a sud di Tokyo. Occupa un'area di 2,3 km² e dal 1960 è gestita congiuntamente dalle Forze armate degli Stati Uniti e dalle Forze di autodifesa giapponesi.

## Storia
L'arsenale navale di Yokosuka (Yokosuka Kaigun Kosho) fu costruito tra il 1866 e il 1871 sotto la direzione dell'architetto navale francese Léonce Verny (1837–1908). Era uno dei quattro maggiori cantieri navali del Giappone e diventò la base principale della Marina imperiale giapponese. Nel 1872 fu varata in questo cantiere la prima nave da guerra moderna del Giappone. Durante la seconda guerra mondiale nel cantiere di Yokosuka lavoravano 40.000 operai e vi furono costruite un centinaio di navi da guerra.

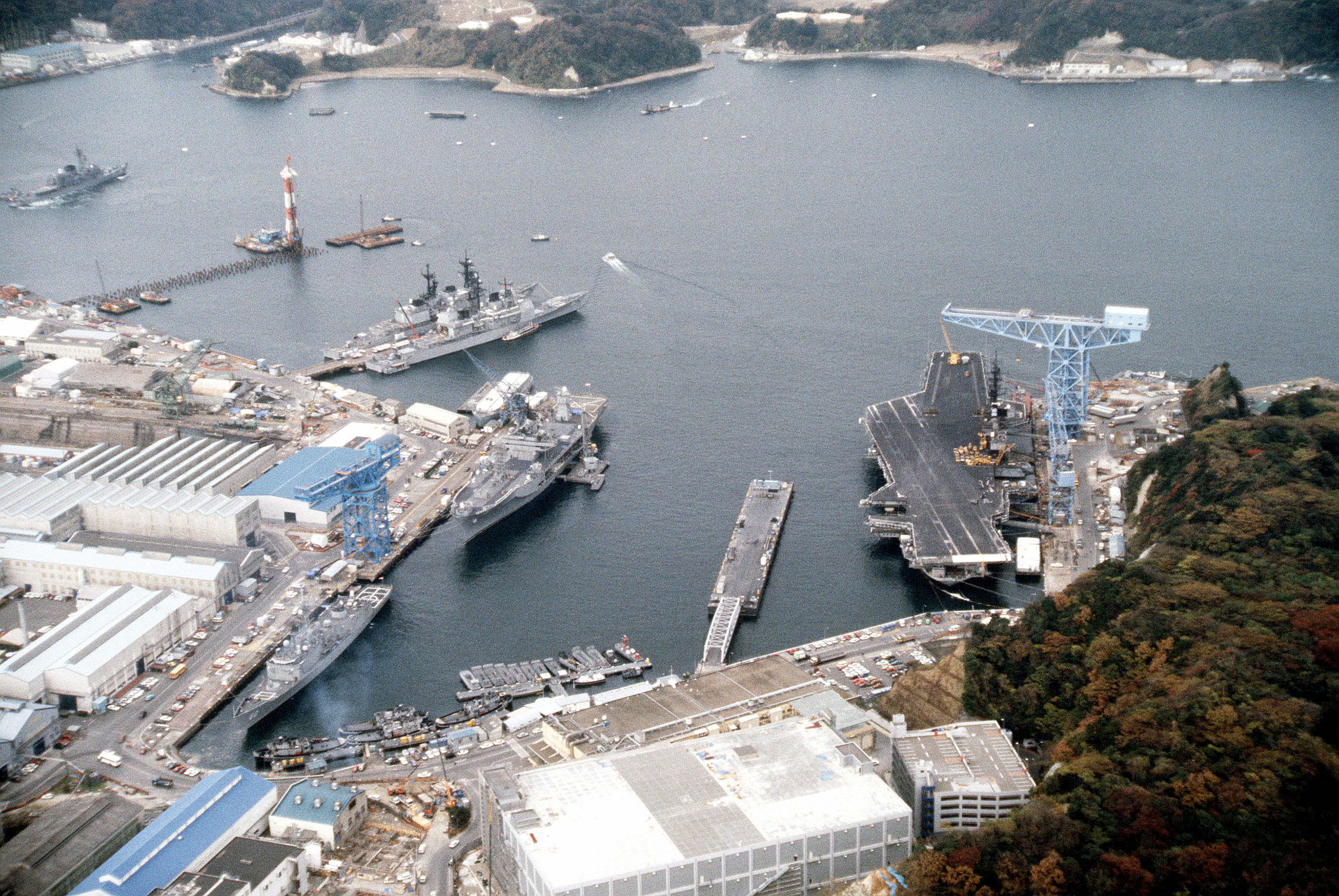
La base navale di Yokosuka, con a destra la portaerei USS Midway (1989)

Il 30 agosto 1945, in seguito alla resa del Giappone, le forze armate giapponesi furono sciolte e contingenti americani (principalmente del corpo dei Marines) occuparono le basi militari giapponesi e altri punti strategici. La base navale di Yokosuka passò sotto il comando delle forze armate degli Stati Uniti.
Con l'inizio della guerra di Corea, il 25 giugno 1950, la base di Yokosuka diventò molto importante. Gli Stati Uniti dedicarono la maggior parte delle loro forze in Estremo Oriente per la difesa della Corea del Sud. La base venne dotata di un grande cantiere per la riparazione delle navi (la Ship Repair Facility) ed assunse un ruolo di primo piano per la manutenzione e riparazione delle unità della Settima flotta impegnate nella guerra di Corea, e in seguito anche nella guerra del Vietnam.

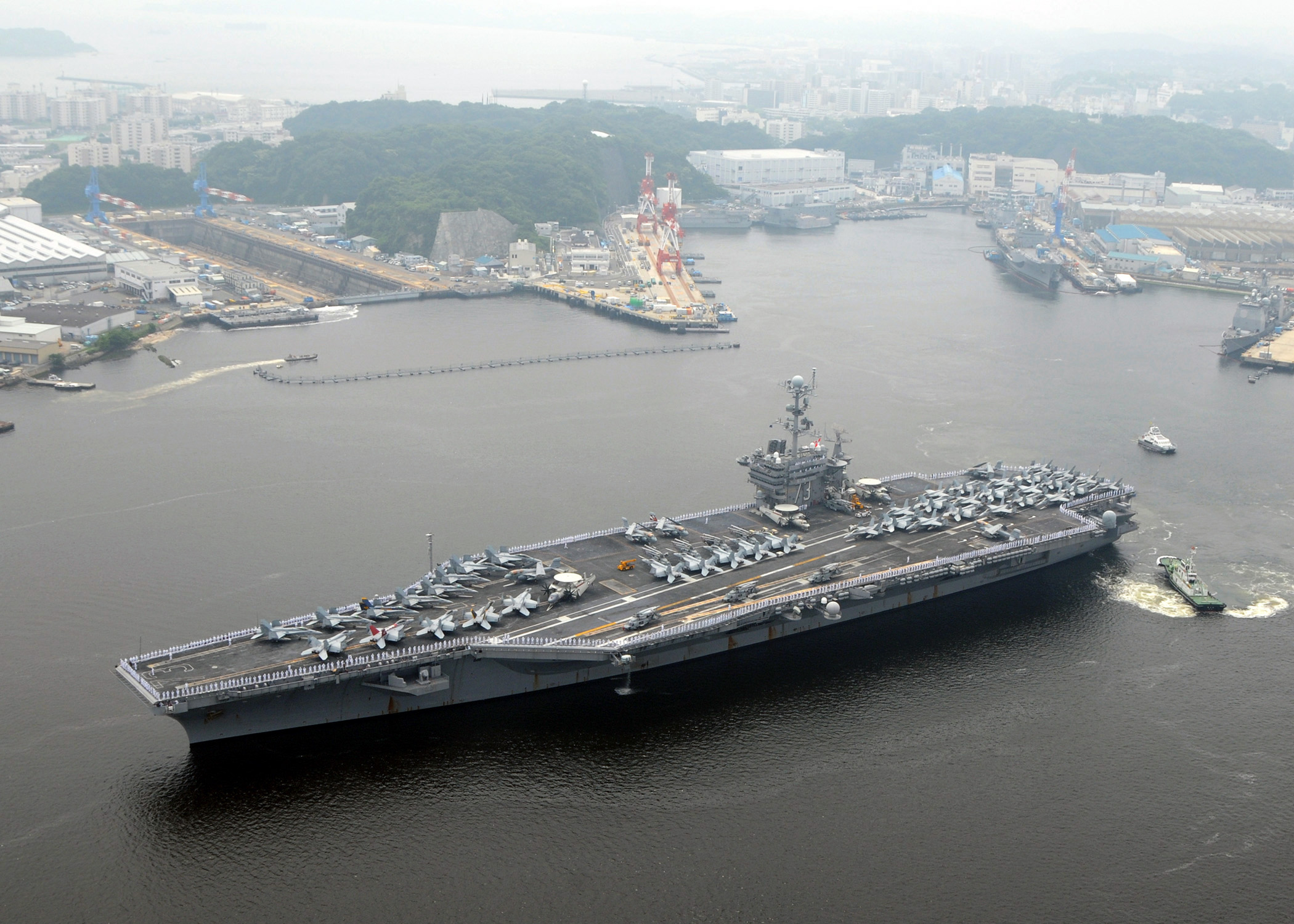
La portaerei nel porto di Yokosuka (2008).

In dicembre 1952 il comando delle forze navali statunitensi in Estremo Oriente (Naval Forces Far East) fu spostato da Tokyo a Yokosuka. In gennaio 1960 venne firmato a Washington il «Treaty of Mutual Cooperation and Security between the United States and Japan», un trattato con il quale gli Stati Uniti si impegnavano a difendere il Giappone, che a sua volta autorizzava gli Stati Uniti a mantenere per un tempo indefinito basi navali e aeronautiche in Giappone. Da allora il comando della base è affidato congiuntamente alle forze armate degli Stati Uniti e alle forze di autodifesa giapponesi.
In ottobre 1973 la portaerei USS Midway, e il suo gruppo navale furono assegnate alla base di Yokosuka e diventarono il primo carrier task group ad essere stazionato permanentemente in un porto del Giappone. In agosto 1991 la USS Midway fu sostituita dalla USS Independence. In agosto 1998 la USS Kitty Hawk prese il posto della Midway e in settembre 2008 la portaerei USS George Washington della classe Nimitz diventò la prima portaerei statunitense a propulsione nucleare ad avere la base di supporto in Giappone.
In marzo 2011, in seguito al terremoto e maremoto del Tōhoku, la base di Yokosuka e altre basi statunitensi in Giappone hanno preso parte alla "Operation Tomodachi" (Operazione amicizia), per portare aiuto alla popolazione colpita dal fortissimo terremoto e tsunami.